# Good Smile Company
Good Smile Company (グッドスマイルカンパニー) förkortat "GSC", är en japansk tillverkare av plastfigurer/dockor. Företaget grundades i maj 2001 och har ca 38 anställda. Good Smile Company har sitt huvudkontor i Matsudo, Chiba prefektur, samt två mindre kontor i Shibuya och Shinjuku, båda i Tokyo prefektur. Störst framgång har GSC haft med sina anime- och mangalicensierade figurer. Flera olika sorters(format) figurer/dockor är i produktion, däribland Figma och Nendoroid. 